# Željko Majić
Željko Majić (Drinovci, 28. ožujka 1963.), prelat Katoličke Crkve i trenutačni banjolučki biskup.

## Životopis

### Mladost i obrazovanje
Željko Majić rođen je u Drinovcima, 28. ožujka 1963., od roditelja Mihovila i Matije Majić, te ima još dva brata i tri sestre. Osnovnu školu pohađao je u Drinovcima (1969. – 1977.), a humanističku gimnaziju u Biskupijskom sjemeništu u Dubrovniku (1977. – 1981.), gdje je i maturirao 1981. godine. Vojnu obvezu odslužio je u Požarevcu, od 1981. do 1982. godine.
Filozofsko-teološki studij završio je u Sarajevu (1982. – 1988.).

### Svećeništvo
Đakonsko ređenje podijelio mu je 1987. godine vrhbosanski nadbiskup Marko Jozinović u Sarajevu. Za svećenika Mostarsko-duvanjske biskupije zaredio ga je biskup Pavao Žanić, 29. lipnja 1988. u Mostaru. 
Nakon ređenja, imenovan je upraviteljem Svećeničkog doma u Potocima kod Mostara (1988. – 1989.), a zatim župnim vikarom u mostarskoj Katedrali (1989. – 1993.). Biskup Ratko Perić 1993. godine upućuje na poslijediplomski studij u Rim, gdje je na Papinskom Lateranskom sveučilištu 1995. stekao magisterij iz pastoralne telogije s temom rada „Pastoralni problemi u Trebinjskoj biskupiji pod Turcima i pastoralna skrb Kongregacije za širenje vjere.“
Po povratku sa studija, obavljao je više pastoralnih službi u Hercegovini. Ponovno je imenovan župnim vikarom u mostarskoj Katedrali (1995. – 1997.), zatim je tri godine bio tajnik biskupa Ratka Perića (1997. – 2000.), nakon čega je 2000. imenovan župnikom župe Blagaj-Buna, gdje ostaje do 2006. godine.
Godine 2006. ponovno odlazi u Rim, na službu vicerektora Papinskoga hrvatskog zavoda sv. Jeronima, gdje će ostati do 2012. godine. Tijekom šestogodišnje službe priredio je četiri zbornika radova hrvatskih studenata u Rimu.
Nakon isteka mandata u Zavodu sv. Jeronima, biskup Ratko Perić imenuje ga 2012. godine svojim generalnim vikarom. Istovremeno je obavljao i druge dužnosti i službe: urednik Službenoga vjesnika, član Prezbiterskoga vijeća i Zbora savjetnika, te župni upravitelj u Crnču.
U župi Buhovo djelovao je kratko, od lipnja do kolovoza 2020. godine, kao privremeni župni upravitelj.
Nakon što je u rujnu 2020. upravu Mostarsko-duvanjskom i Trebinjsko-mrkanskom biskupijom preuzeo biskup Petar Palić, novi biskup potvrđuje ga na službi generalnog vikara, koja je prestala razrješenjem u srpnju 2021. godine. Iste godine biskup Palić imenuje ga članom Prezbiterskoga vijeća i Zbora savjetnika.
U listopadu 2019. imenovan je ravnateljem Caritasa Biskupija Mostar-Duvno i Trebinje-Mrkan,, a ponovno je potvrđen u listopadu 2022.

### Biskupstvo
Papa Franjo imenovao je Željka Majića banjolučkim biskupom, nakon odreknuća od službe biskupa Franje Komarice, zbog navršene kanonski dobi. Imenovanje je objavljeno 8. prosinca 2023., na svetkovinu Bezgrješnoga začeća Blažene Djevice Marije.

### Autor
- Mir na istini i pravdi : razmišljanja i osvrti na suvremenu društvenu zbilju (2018.)

### Priređivač ili supriređivač
- Sluga dobri i vjerni : život i djelo mons. Andrije Majića : zbornik radova sa Studijskog dana Mostar (1998.)
- Izvedi narod moj, o Gospode : Život i djelo mons. Mate Nuića : zbornik radova Studijskoga dana Mostar (2000.)
- Apostolu naroda : zbornik radova svećenika studenata Papinskoga hrvatskog zavoda sv. Jeronima o sv. Pavlu u njegovu jubileju (2009.)
- Iz naroda za narod : zbornik radova svećenika studenata Papinskoga hrvatskog zavoda svetoga Jeronima u Rimu u svećeničkoj godini (2010.)
- Na tragu zajedništva : zbornik radova hrvatskih rimskih studenata (2011.)
- Mnogolikost vjere : različiti pristupi istoj stvarnosti : zbornik radova hrvatskih rimskih studenata (2012.)
- Župa Jare (2016.)
- U vjeri, nadi i ljubavi : stoljetnica rođenja biskupa Pavla Žanića (1918.-2018.)
- Ljubav koja ne prestaje (2019.)